# Безінген (Баден-Вюртемберг)
Безінген (нім. Bösingen) — громада в Німеччині, знаходиться в землі Баден-Вюртемберг. Підпорядковується адміністративному округу Фрайбург. Входить до складу району Ротвайль.
Площа — 22,45 км2. Населення становить 3337 осіб (станом на 31 грудня 2020).